# عقاب (شعر)
عقاب شعر بلندی است از پرویز ناتل خانلری که در ۱۳۲۱/۰۵/۲۴ سروده و در مجلّهٔ مهر آبان ۱۳۲۱ شمسی، سال هفتم - شماره ۲ (۴ صفحه - از ۱۰۹ تا ۱۱۲) در تهران منتشر و به صادق هدایت پیشکش شد. شعر این‌گونه آغاز می‌شود:
| گشت غمناک دل و جان عقاب  |  | چو ازو دور شد ایّام شباب |
| دید کش دُور به انجام رسید |  | آفتابش به لب بام رسید   |
| باید از هستی دل برگیرد   |  | ره سوی کشور دیگر گیرد   |

## اهمیت
دانشنامه ایرانیکا «عقاب» را سرشناس‌ترین شعر فارسی قرن بیستم دانسته‌است.
محمدرضا شفیعی کدکنی در بررسی شعرِ دورهٔ شهریور ۱۳۲۰ تا کودتای ۲۸ مرداد می‌گوید:
در مایه‌های سنتی شاید موفق‌ترین شعر این دوره- و همهٔ دوره‌های اخیر- «عقاب» خانلری باشد، اگرچه او خود از چهره‌های برجستهٔ تجدد ادبی این سال‌هاست.
روح‌الله هادی (دانشیار دانشگاه تهران) این شعر را با توجه به دلیلِ سرایش، تقدیم آن به صادق هدایت، نقل جمله‌ای از خواص الحیوان («گویند زاغ سیصد سال بزید و گاه سال عمرش از این نیز درگذرد. عقاب را سال عمر سی بیش نباشد.»)، زمانِ انتشار، و پاسخِ شاعران دیگر به آن، از ماندگارترین سروده‌های معاصر می‌داند.
فخرالدین مزارعی با شعری تحت عنوان «پاسخ عقاب» به استقبال این شعر رفته‌است.

## مضمون
برخی نویسندگان مضمونِ شعر عقاب را الهام‌گرفته از حکایتی در داستان دختر سروان اثر الکساندر پوشکین می‌دانند.

## ترجمه
شعر عقاب یک بار توسط سواره ایلخانی‌زاده و بار دیگر توسط عبدالرحمان شرفکندی (هژار) به کُردی سورانی ترجمه شده است. همچنین برگردان دیگری از این شعر نیز به کُردی جنوبی توسط ایرج قبادی در سال ۱۳۶۷ انجام شده است.

## متن شعر
1. گشت غمناک دل و جان عقاب / چو ازو دور شد ایام شَباب
2. دید کش دور به انجام رسید / آفتابَش به لب بام رسید
3. باید از هستی دل برگیرد / ره سوی کشور دیگر گیرد
4. خواست تا چارهٔ ناچار کند / دارویی جوید و در کار کند
5. صبحگاهی ز پی چارهٔ کار / گشت بر باد سبک سیر سوار
6. گلّه کاهنگ چرا داشت به دشت / ناگه از وحشت پر ولوله گشت
7. وان شبان، بیم زده، دل نگران / شد پی برهٔ نوزاد دوان
8. کبک، در دامن خاری آویخت / مار پیچید و به سوراخ گریخت
9. آهو اِستاد و نگه‌کرد و رمید / دشت را خط غباری بکشید
10. لیک صیاد سَر دیگر داشت / صید را فارغ و آزاد گذاشت
11. چاره‌ی مرگ، نه کاریست حقیر / زنده را  دل نشود از جان سیر
12. صید هر روزه به چنگ آمد زود / مگر آن روز که صیاد نبود
13. آشیان داشت در آن دامن دشت / زاغکی زشت و بد اندام و پلشت
14. سنگ ها از کف طفلان خورده / جان ز صد گونه بلا در برده
15. سال‌ها زیسته افزون ز شمار / شکم آکنده ز گند و مردار
16. بر سر شاخ ورا دید عقاب / ز آسمان سوی زمین شد به شتاب
17. گفت که: «ای دیده ز ما بس بیداد / با تو امروز مرا کار افتاد
18. مشکلی دارم اگر بگشایی / بکنم هرچه تو می فرمایی»
19. گفت: «ما بندهٔ درگاه توییم / تا که هستیم؛ هواخواه توییم
20. بنده آماده، بگو فرمان چیست؟ / جان به راه تو سپارم، جان چیست؟
21. دل، چو در خدمت تو شاد کنم / ننگم آید که ز جان یاد کنم»
22. این همه گفت ولی با دل خویش / گفت و گویی دگر آورد به پیش
23. کاین ستمکار قوی پنجه، کنون / از نیاز است چنین زار و زبون
24. لیک ناگه چو غضبناک شود / زو حساب من و جان پاک شود
25. دوستی را چو نباشد بنیاد / حَزْم را باید از دست نداد
26. در دل خویش چو این رای گزید / پر زد و دورتَرَکْ جای گزید
27. زار و افسرده چنین گفت عقاب / که: «مرا عمر، حبابی است بر آب
28. راست است این که مرا تیز، پر است / لیک پرواز زمان تیزتر است
29. من گذشتم به شتاب از در و دشت / به شتاب ایام از من بِگُذشت
30. گر چه از عمر،‌ دل سیری نیست / مرگ می‌آید و تدبیری نیست
31. من و این شهپر و این شوکت و جاه / عمرم از چیست بدین حد کوتاه؟
32. تو بدین قامت و بال ناساز / به چه فن یافته‌ای عمر دراز؟
33. پدرم از پدر خویش شنید / که یکی زاغ سیه روی پلید
34. با دوصد حیله به هنگام شکار / صد ره از چنگش کرده‌است فرار
35. پدرم نیز به تو دست نیافت / تا به منزلگه جاوید شتافت
36. لیک هنگام دم بازپسین / چون تو بر شاخ شدی جایگزین
37. از سر حسرت با من فرمود / کاین همان زاغ پلید است که بود
38. عمر من نیز به یغما رفته است / یک گل از صد گل تو نشکفته است
39. چیست سرمایهٔ این عمر دراز؟ / رازی این جاست، تو بگشا این راز»
40. زاغ گفت: «ار تو در این تدبیری / عهد کن تا سخنم بِپْذیری
41. عمرتان گر که پذیرد کم و کاست / دگری را چه گنه؟ کاین ز شماست
42. ز آسمان هیچ نیایید فرود / آخر از این همه پرواز چه سود؟
43. پدر من که پس از سیصد و اند / کان اندرز بد و دانش و پند
44. بارها گفت که بر چرخ اثیر / بادها راست فراوان تاثیر
45. بادها کز زبر خاک و زند / تن و جان را نرسانند گزند
46. هر چه از خاک، شوی بالاتر / باد را بیش گزندست و ضرر
47. تا بدانجا که بر اوج افلاک / آیت مرگ شود، پیک هِلاک
48. ما از آن، سال بسی یافته‌ایم / کز بلندی،‌ رخ برتافته‌ایم
49. زاغ را میل کند دل به نشیب / عمر بسیارَش ازان گشته نصیب
50. دیگر این خاصیت مردار است / عمر مردار خوران بسیار است
51. گند و مردار بهین درمان ست / چارهٔ رنج تو زان آسان ست
52. خیز و زین بیش،‌ ره چرخ مپوی / طعمهٔ خویش بر افلاک مجوی
53. ناودان، جایگهی سخت نکوست / به از آن کنج حیاط و لب جوست
54. من که بس نکتهٔ نیکو دانم / راه هر برزن و هر کو دانم
55. خانه‌ای در پس باغی دارم / واندر آن گوشه سراغی دارم
56. خوان گسترده الوانی هست / خوردنی‌های فراوانی هست»
57. آنچه زان زاغ چنین داد سراغ / گندزاری بود اندر پس باغ
58. بوی بد، رفته از آن تا ره دور / معدن پشّه، مقام زنبور
59. نفرتش گشته بلای دل و جان / سوزش و کوری دو دیده از آن
60. آن دو همراه رسیدند از راه / زاغ بر سفرهٔ خود کرد نگاه
61. گفت: «خوانی که چنین الوان‌است / لایق حضرت این مهمان‌است
62. می‌کنم شکر که درویش نیم / خجل از ما حضر خویش نیم»
63. گفت و بنشست و بخورد از آن گند / تا بیاموزد از او مهمان پند
64. عمر در اوج فلک بُرده به سر / دم‌زده در نفس باد سَحَر
65. ابر را دیده به زیر پر خویش / حَیَوان را همه فرمانبر خویش
66. بارها آمده شادان ز سفر / به رهش بسته فلک طاق ظفر
67. سینهٔ کبک و تَذَرْو و تِیهو / تازه و گرم‌شده طعمهٔ او
68. اینک افتاده بر این لاشه و گند / باید از زاغ بیاموزد پند
69. بوی گندش، دل و جان تافته بود / حال بیماری دق یافته بود
70. دلش از نفرت و بیزاری، ریش / گیج شد، بست دمی دیدهٔ خویش
71. یادش آمد که بر آن اوج سپهر / هست پیروزی و زیبایی و مهر
72. فر و آزادی و فتح و ظفرست / نفس خرم باد سحرست
73. دیده بُگشود به هر سو نگریست / دید گِردَش اثری زین‌ها نیست
74. آن چه بود از همه سو خواری بود / وحشت و نفرت و بیزاری بود
75. بال بر هم زد و برجِست از جا / گفت که: «ای یار ببخشای مرا
76. سال‌ها باش و بدین عیش بناز / تو و مردار تو و عمر دراز
77. من نیم در خور این مهمانی / گند و مردار تو را ارزانی
78. گر بر اوج فلکم باید مرد / عمر در گند به سر نتوان برد»
79. شهپرِ شاهِ هوا، اوج گرفت / زاغ را دیده بر او مانده شگفت
80. سوی بالا شد و بالاتر شد / راست با مهر فلک، همسر شد
81. لحظه‌ای چند بر این لوح کبود / نقطه‌ای بود و سپس هیچ نبود